# Saint-Simon-de-Pellouaille

Saint-Simon-de-Pellouaille este o comună în departamentul Charente-Maritime, Franța. În 1 ianuarie 2022 avea o populație de 684 de locuitori.